# Phalaenopsis pallens
Phalaenopsis pallens — эпифитное трявянистое растение семейства Орхидные, или Ятрышниковые (Orchidaceae).
Вид не имеет устоявшегося русского названия, в русскоязычных источниках обычно используется научное название Phalaenopsis pallens.

## Синонимы
- Phalaenopsis denticulata Rchb.f. 1887
- Phalaenopsis foestermannii Rchb.f. 1887
- Phalaenopsis lueddemannia var. pallens Burb. 1882
- Phalaenopsis mariae var. alba Ames & Quisumb. 1935
- Phalaenopsis mariae var. alba Burbidge ex Warner
- Polychilos pallens (Lindl.) Shim 1982
- Stauropsis pallens Rchb.f. 1860
- Trichoglottis pallens Lindley 1850

## Естественныевариации
- Phalaenopsis pallens f. alba (Ames & Quisumb.) Christenson
- Phalaenopsis pallens var. denticulata
- Phalaenopsis pallens var. pallens
- Phalaenopsis pallens var. trullifera Sweet

## История описания
Первое описание этого вида сделанное Линдли в середине XIX века по плохо сохранившемуся гербарию, было признано ошибочным. 
 Впервые зацвел в культуре в Европе в 1849 г. в теплицах Дьюка в Девоншире. 
 Официально признанное описание, составленное Генрихом Густавом Райхенбахом, появилось в 1864 г. 

Латинское слово pallens переводится, как бледный, светло-жёлтый, блёклый, тусклый, наводящий бледность, делающий бледным, порочный.

## Биологическое описание
Моноподиальный эпифит средних размеров.

Стебель короткий, скрыт основаниями 3—5 листьев.
Корни длинные, толстые, хорошо развитые. 

Листья продолговато-овальные, длиной до 18 см, шириной — до 6 см. На концах закруглённые.

Цветоносы многолетние, тонкие, зигзагообразные, малоцветковые. Цветки открываются последовательно. 

Цветки восковой текстуры, диаметром 4—5 см. Окраска изменчива от зеленовато-жёлтого до жёлтого цвета. Лепестки с горизонтальными черточками и пятнами коричневого или красно-коричневого цвета. Губа белая с жёлтыми пятнами. Цветки напоминают цветки Phalaenopsis lueddemanniana, отличаются окраской и незначительными деталями строения. 
 Продолжительность жизни цветка — 25—35 дней. Цветёт с лета по осень.

## Ареал, экологические особенности
Филиппины. 

Влажные тропические леса на высотах от 0 до 450 метров над уровнем моря.

В местах естественного произрастания сезонных температурных колебаний практически нет. Круглый год дневная температура 28-32°С, ночная около 23-24°С. Относительная влажность воздуха — 80-88 %. С января по май сухой сезон, среднемесячное количество осадков 25-50 мм. В остальные месяцы 130—200 мм. 

Относится к числу охраняемых видов (второе приложение CITES).

## В культуре
В культуре редок. Температурная группа — теплая. Для нормального цветения обязателен перепад температур день/ночь в 5-8°С.
Требования к свету: 1000—1200 FC, 10760—12919 lx.
Цветоносы многолетние, обрезают их только после естественного усыхания. В культуре цветёт в любое время года.
Общая информация о агротехнике в статье Фаленопсис.
В гибридизации почти не используется из-за бледной окраски цветка.

## Первичныегибриды(грексы)
- Freed’s Malibu Fascination — lueddemanniana х pallens	(Freed) 2004
- Gold Veins — pallens х pulchra (Alberts/Merkel) 2004
- Palacea — pallens х bellina (J. Redlinger) 2004
- Tariflor Singerflora — amabilis х pallens (Tari) 2007